# Níkos Papamichaïl

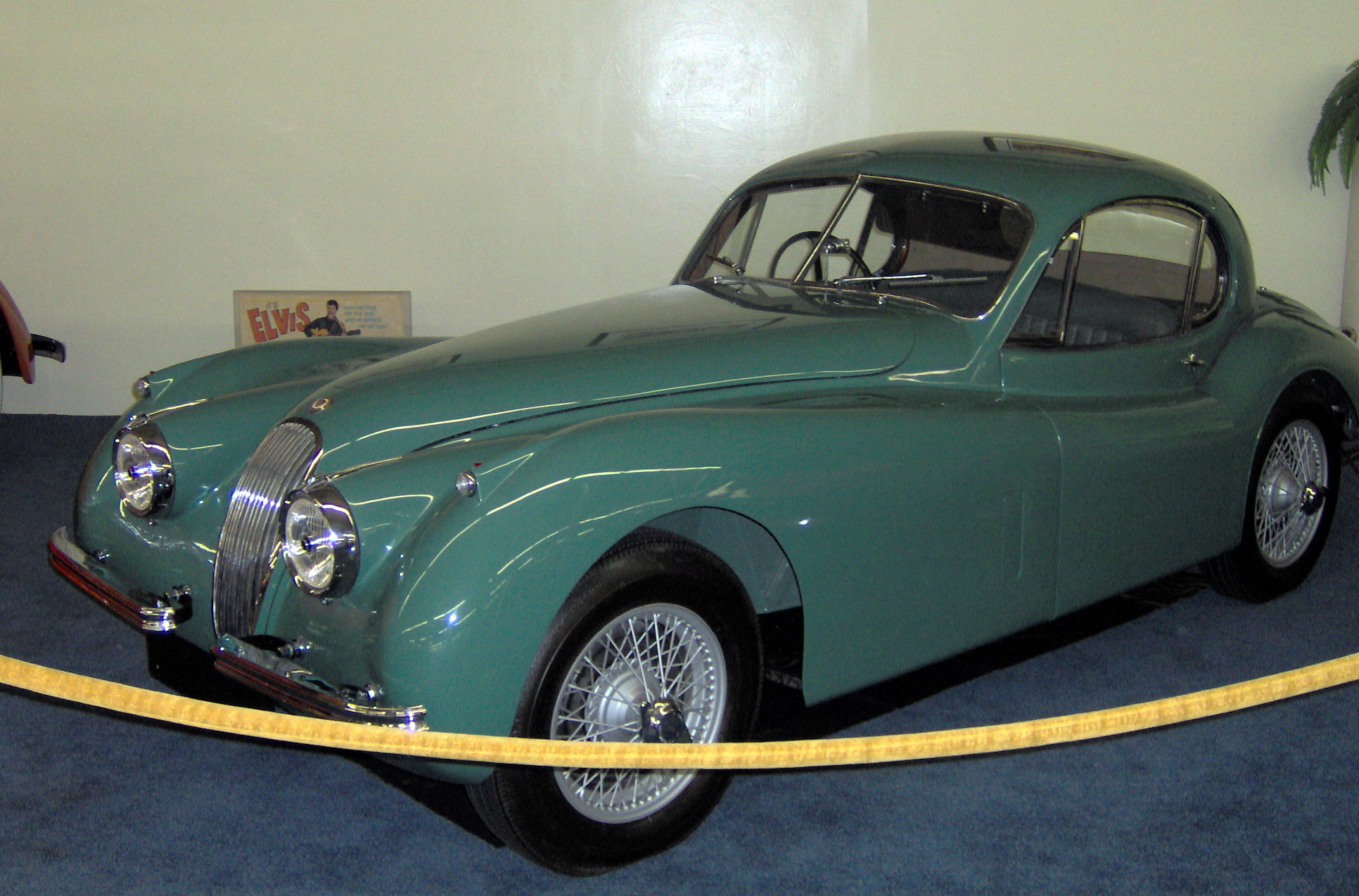
Jaguar XK120

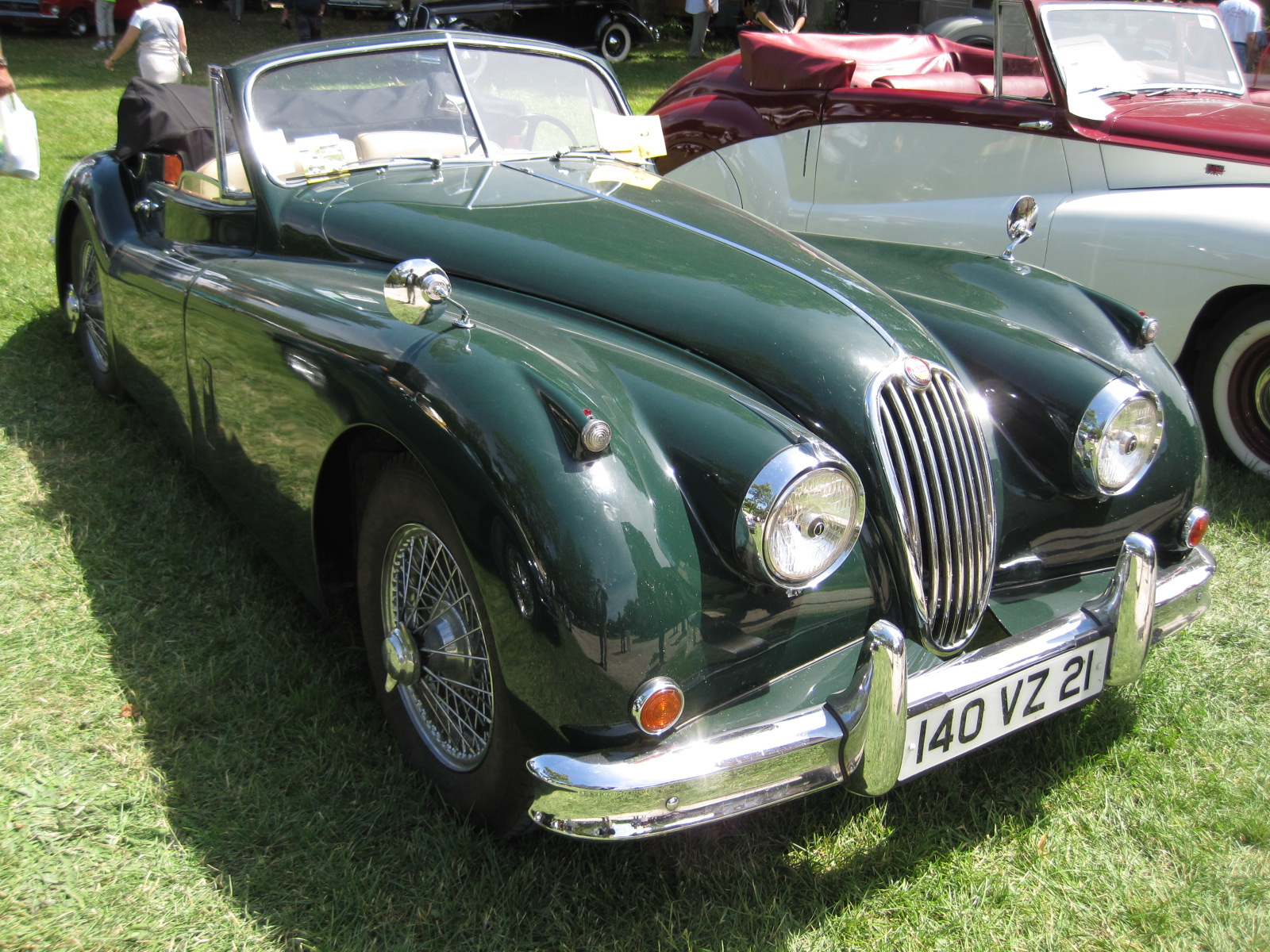
Jaguar XK140

Níkos Papamichaïl (en grec moderne : Νίκος Παπαμιχαήλ) est un ancien pilote de rallyes grec.

## Palmarès

### Copilote
- Vainqueur du Rallye de l'Acropole (alors nommé ELPA Rally) en 1952 sur Chevrolet V8 (pilote Johnny Pesmazóglou).

### Pilote
- Vainqueur du Rallye de l'Acropole en 1953 sur Jaguar XK120 (copilote Spyros Dimitrakos);
- Vainqueur des 2e et 3e courses de côte Ritsona (municipalité d'Aulis, sur l'île d'Eubée) en 1957 et 1958 (les deux éditions sur Jaguar XK140);
- Vainqueur de la course de l'aéroport militaire de Tatoi du 28 septembre 1958 sur Jaguar XK140 (participation en 1957);
  - 4e du rallye de l'Acropole en 1958 sur Jaguar XK 140 (copilote Stelios Mourtzopoulos);
  - 15e du rallye de l'Acropole en 1956 sur Simca (copilote Mme Papamichael).